# Even in the Quietest Moments
Even in the Quietest Moments és el cinquè àlbum del grup de rock anglès Supertramp, llançat a l'abril de 1977. Es va gravar principalment al Caribou Ranch Studios de Colorado amb overdubs i es va acabar la mescla al The Record Plant de Los Angeles. Aquest va ser el primer àlbum de Supertramp amb la participació de l'enginyer Peter Henderson, que també treballaria amb la banda en els seus propers tres àlbums.
Even in the Quietest Moments ... va arribar al número 12 de la llista UK Albums Charts del Regne Unit i al número 16 del Billboard 200 i en pocs mesos del llançament es va convertir en el primer àlbum d'or de Supertramp certificat per la RIAA (500.000 còpies o més) als Estats Units. A més, el senzill "Give a Little Bit" va arribar al número 15 del Billboard Hot 100 dels Estats Units i al número 29 de la llista de singles UK Singles Charts del Regne Unit. Mentre que "Give a Little Bit" va ser el gran èxit, tant "Fool's Overture" com la cançó del títol també van obtenir una bona acollida en les emisores FM de rock.
El 1978, l'àlbum es va classificar en el número 63 de The World Critic Lists, que va reconèixer els 200 àlbums més grans de tots els temps, una llista elaborada per les votacions de crítics de rock i DJs.

## Disseny de la portada
La portada frontal és una foto d'un piano i un banc coberts de neu amb un fons de muntanya. Per a la fotografia es va portar un piano al complex de l'estació de muntanya d'Eldora (una zona d'esquí a prop dels estudis Caribou Ranch),i es van realitzar les fotografies després que acabés de nevar.
La partitura que apareix al piano, tot i que es titula "Fool's Overture", és en realitat "The Star-Spangled Banner".
L'11 de juny de 2002 A&M Records va publicar als Estats Units una versió del CD de l'àlbum remasteritzada amb tota la composició de les imatges, les lletres i els crèdits originals (inclosa la imatge de la banda absent al Disc original).

## Crítiques musicals
El crític Robert Christgau va remarcar que, a diferència de la majoria del rock progressiu pretensiós, l'àlbum era una "obra de fons modest que sona bé a cau d'orella" i que s'havia d'agrair a "Babaji" fos qui fos. La Seva puntuació va ser una C+.
Allmusic en la seva crítica retrospectiva va definir l'àlbum "d'elegant però lleugerament absurd, enginyós però obscur", i més pop del que inicialment semblava, en el que les cançons tenen un major èmfasi en la melodia i les textures suaus que qualsevol llançament anterior de Supertramp. En definitiva, un treball de transició entre Crime of the Century i Breakfast in America.I tot i que no era rodó, oferia molts bons moments. Paul Elloitt del portal web Classic Rock considerava l'àlbum la tornada al camí del autèntic rock progressiu de la danda després del canvi sofert en l'anteriro Crisis? What Crisis?.

## Llista de temes
Totes les cançons foren compostes per Rick Davies i Roger Hodgson.
| 1.            | «Give a Little Bit»            | 4:08  |
| 2.            | «Lover Boy»                    | 6:49  |
| 3.            | «Even in the Quietest Moments» | 6:26  |
| 4.            | «Downstream»                   | 4:00  |
| Durada total: | Durada total:                  | 21:23 |

| 1.            | «Babaji»          | 4:51  |
| 2.            | «From Now On»     | 6:21  |
| 3.            | «Fool's Overture» | 10:52 |
| Durada total: | Durada total:     | 22:04 |